# Bernhard van Hadmersleben
Bernhard van Hadmersleben, ook wel Bernhard van Halberstadt genoemd (overleden: 2 maart 968), was van 923-968 bisschop van het bisdom Halberstadt.
Bernhard van Hadmersleben stamde af van een adellijke familie uit Hadmersleben, die ontstaan was uit het huis Billungers. Voorafgaand aan zijn benoeming als bisschop was hij kapelaan van zijn voorganger koning Sigismund I. Koning Hendrik de Vogelaar benoemde hem met toestemming van het domkapittel van Halberstadt.
Bernhards relatie met keizer Otto I de Grote was als gevolg van de keizer plannen voor de oprichting van het aartsbisdom van Maagdenburg zeer gespannen. Bisschop Bernhard, die daardoor een vermindering van het gewicht van zijn bisdom in het Oost-Frankische Rijk moest accepteren, weigerde daarom de daartoe benodigde kerkelijke toestemming te verlenen.
Volgens de kroniek van het bisdom Halberstadt had keizer Otto I bisschop Bernhard wegens zijn protest opgesloten in Quedlinburg. Op Witte Donderdag zou bisschop Bernhard de keizer en de bisschoppen hebben bijeengeroepen. Deze haastten zich naar hem, ervan uitgaande dat hij nu zou toegeven aan de wens van de keizer. Bernhard sprak echter een banvloek uit over de keizer. Daarop bevrijdde keizer Otto I bisschop Bernhard en hij was vrij om terug te gaan naar Halberstadt. Toen de bisschop weigerde de keizer en de andere bisschoppen de gepaste en gebruikelijke welkom en eer te bewijzen, kreeg keizer Otto I naar het heette een goddelijke ingeving en heeft vervolgens Halberstadt als een boeteling op blote voeten betreden. De keizer zou hierbij de gelofte hebben gegeven, dat zolang bisschop Bernhard leefde hij zijn plannen voor een nieuw aartsbisdom in Maagdenburg zou laten rusten. Hij pakte deze plannen pas na het overlijden van Bernhard in 968 weer op.
Tijdens bisschop Bernhards ambtstijd zijn verschillende kloosters opgericht. In het jaar 961 stichtte hij de abdij van Hadmersleben en breidde dat uit met landgoederen die hij van zijn vader had geërfd.
De abdij van Hadmersleben was een benedictijner klooster dat direct ondergeschikt was aan het bisdom van Halberstadt. De benoeming van de abdis was afhankelijk van de toestemming van diens bisschop. In Halberstadt bouwde hij het zogenoemde "Pfortenkloster". Toen in 965 de koepel instortte, gaf bisschop Bernhard direct opdracht voor de bouw van een nieuwe kerk in Halberstadt.